# Heterotardigrada
Heterotardigrada bao gồm các loài gấu nước có phần phụ và 4 đôi chân hình tròn với móng vuốt riêng biệt nhưng giống nhau trên mỗi con. 444 loài đã được mô tả.

## Giải phẫu học
Giải phẫu học của hệ sinh sản là một đặc điểm xác định quan trọng để phân biệt các nhóm khác nhau của gấu nước. Heterotardigrada có các ống dẫn mở ra bên ngoài thông qua một gonopore trước hậu môn, thay vì mở vào trực tràng như trong ngành Tardigrada duy nhất đã được xác nhận, Eutardigrada. Lớp thứ ba, Mesotardigrada, được đại diện bởi một loài duy nhất được biết đến từ một mẫu vật duy nhất hiện đã bị mất và vị trí mà mẫu vật đó được thu thập kể từ đó đã bị phá hủy bởi một trận động đất, vì vậy giải phẫu sinh sản của nó đã không còn được nghiên cứu gần đây.

## Sinh thái học
Một số bộ của Heterotardigrada sống ở biển, số khác sống trên cạn, nhưng đối với tất cả các loài gấu nước đều là động vật thủy sinh, nghĩa là chúng phải được bao quanh bởi ít nhất một lớp màng ẩm để có thể hoạt động - mặc dù chúng có thể tồn tại ở trạng thái không hoạt động nếu môi trường sống khô héo.